# Longford, Kansas
Longford är en ort i Clay County i Kansas. Vid 2010 års folkräkning hade Longford 79 invånare.